# Rein Kilk

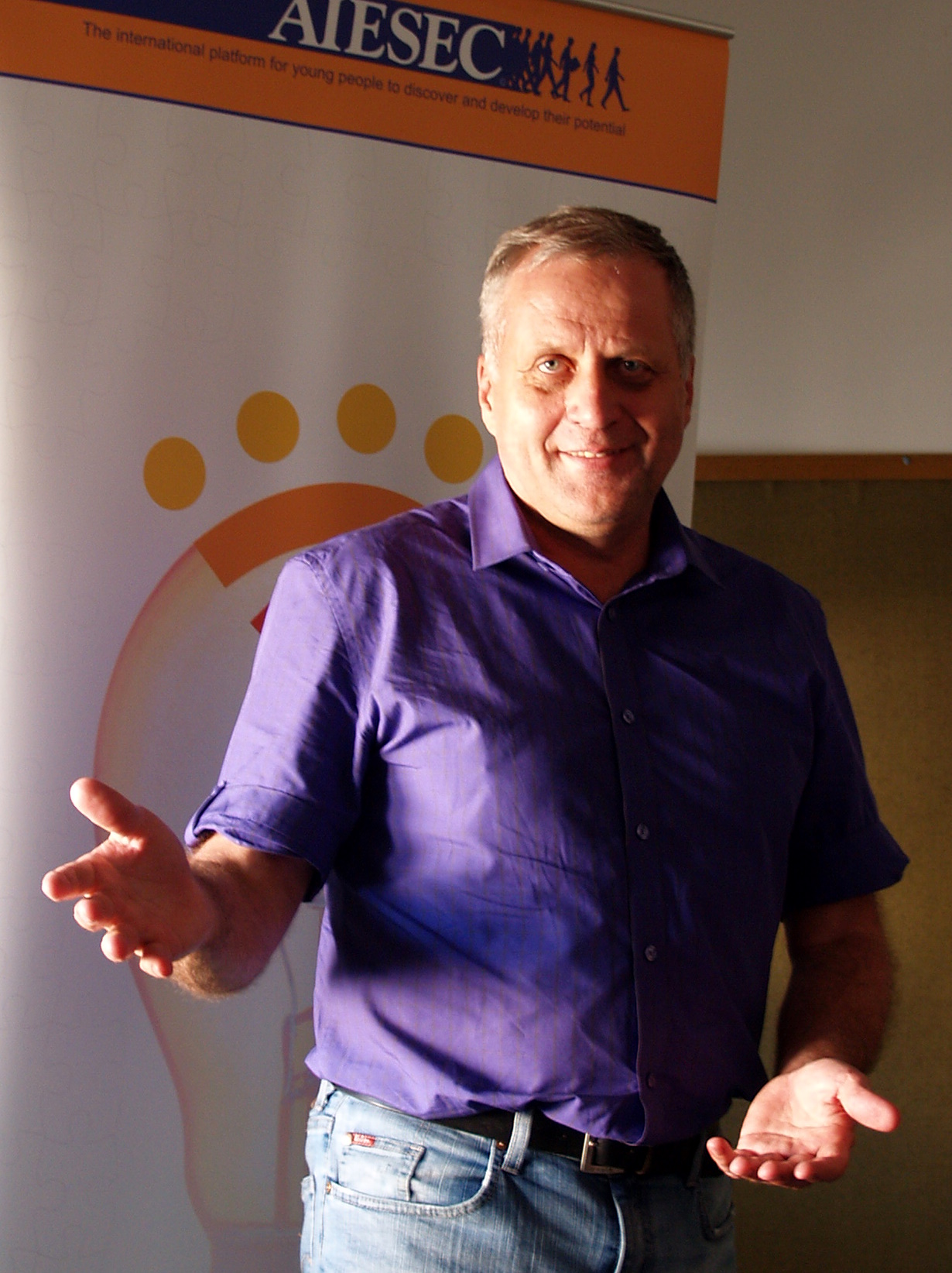
Rein Kilk

Rein Kilk (nascido a 8 de março de 1953, em Tartu) é um empresário e figura do desporto estoniano.
De 1971 a 1985 ele estudou Direito na Universidade de Tartu; a partir de 2012 também estudou literatura e ciências culturais na Universidade de Tartu.
De 1979 a 1981 ele tornou-se o tricampeão da Estónia em corridas de longa distância. Em 1981 ele venceu o concurso Viljandi Lake Running.
Desde 2003 ele é o presidente da Federação de Remo da Estónia. De 2004 até 2012 foi membro do comité executivo do Comité Olímpico da Estónia.
Foi membro do conselho de administração da AS Pärnu Sadam e da AS Eesti Energia.
Condecorações:
- 2005: Ordem da Estrela Branca, IV classe[2]